# Карсунское городское поселение
Карсу́нское городско́е поселе́ние — муниципальное образование в составе Карсунского района Ульяновской области. Административный центр — рабочий посёлок Карсун.

## Население
| 2010   | 2012    | 2013    | 2014    | 2015    | 2016  | 2017  |
| ------ | ------- | ------- | ------- | ------- | ----- | ----- |
| 10 380 | ↘10 247 | ↘10 192 | ↘10 104 | ↘10 040 | ↘9957 | ↗9971 |
| 2018   | 2019    | 2020    | 2021    |         |       |       |
| ↘9916  | ↘9794   | ↘9668   | ↘9206   |         |       |       |

## Состав городского поселения
В состав поселения входят 10 населённых пунктов: 1 рабочий посёлок, 4 села, 2 деревни и 3 посёлка.
| №  | Населённый пункт                 | Тип населённого пункта                  | Население |
| -- | -------------------------------- | --------------------------------------- | --------- |
| 1  | Большое Станичное                | село                                    | 49        |
| 2  | Борок                            | посёлок                                 | 4         |
| 3  | Карсун                           | рабочий посёлок, административный центр | ↘7137     |
| 4  | Краснополка                      | село                                    | 681       |
| 5  | Луговой                          | посёлок                                 | ↘9        |
| 6  | Малое Станичное                  | село                                    | 320       |
| 7  | Малая Усть-Уренка                | деревня                                 | 1         |
| 8  | Пески                            | деревня                                 | 332       |
| 9  | Таволжанка                       | село                                    | 948       |
| 10 | Посёлок Чулочно-носочной фабрики | посёлок                                 | 288       |